# Carl Wenzel Zajicek
Carl Wenzel Zajicek (29. února 1860 Vídeň - 19. března 1923 Vídeň) byl rakouský malíř českého původu, který maloval akvarelem realistické pohledy, převážně na vídeňskou architekturu a náměstí.

## Život a dílo
Narodil se ve Vídni jako nejstarší syn ze čtyřiadvaceti dětí (z nichž jen čtyři se dožily dospělého věku) původem českého hodinářského mistra a císařského dvorního dodavatele Františka Zajíčka (1828–1919), který se proslavil gigantickými hodinami, oceněnými na Světové výstavě ve Vídni roku 1873. Vyučil se rovněž hodinářem a byl jím až do roku 1900. Soukromě studoval architekturu a malbu u Ludwiga Krenna, navštěvoval Uměleckohistorické muzeum a galerii Albertinu, kde kopíroval veduty mistrů technikou akvarelu. Navázal na tradici krajinářů a vídeňských vedutistů Rudolfa von Alt a Emila Hüttera. Trvalo však patnáct let, než se prosadil jako malíř a mohl opustit své původní řemeslo.
Specializoval se na veduty města Vídně, jeho architekturu a památky v době asanace starého města a bourání hradeb, mimo jiné třikrát namaloval jezdecký pomník maršálka Radeckého, na původním místě i po přenesení na Okružní třídu. Jeho prvním velkým úspěchem byl panoramatický obraz Vídně z roku 1896.